# گریگوری یاشکین
گریگوری یاشکین (انگلیسی: Grigory Yashkin؛ ۲۷ دسامبر ۱۹۲۲ – اکتبر ۲۰۰۳ (۸۰ سالگی)) فرد نظامی اهل شوروی بود.  در سال 1972، او دوره‌های تحصیلات تکمیلی خود را در آکادمی ستاد عمومی اتحاد جماهیر شوروی سوسیالیستی وروشیلوف فرا گرفت. پس از بازگشت به مغولستان در ماه مه 1970، به منظور خدمت در ارتش 39 منطقه‌ای شرق دور، درآمد. سپس، یک سال پس از بازگشت به اتحاد جماهیر شوروی سوسیال، به عنوان فرمانده 14 سپاه پاسداران در منطقه نظامی اودسا خدمت نمود از تاریخ 30 نوامبر 1971 تا 4 دسامبر 1975. در این سمت، مسئولیت رسیدگی به تمام واحدهای SSR مولداوی را بر عهده گرفت. پس از عزل از سمت فرمانده، فعالیت‌های اجرایی خود را در مناطق مختلف و همچنین در گروه نیروهای شوروی در آلمان آغاز کرد.
وی همچنین برندهٔ جوایزی همچون نشان پرچم سرخ کار، نشان دوستی، مدال تسخیر کونیگسبرگ، نشان ستاره سرخ، نشان لنین، مدال دفاع از مسکو، و نشان پرچم سرخ شده‌است.